# Berliet GR/TR
La série Berliet GR/TR couvre une gamme de camions lourds porteurs (GR) et tracteurs (TR) appelés maxi-code à l'époque. Cette série inaugure une toute nouvelle cabine avancée présentée par Berliet au Salon de l'Automobile de Paris en octobre 1970. En France, le GLR fut élu camion du XXe siècle.

(Nota : à l'époque, la France n'avait pas adopté les chevaux DIN mais s'accrochait aux chevaux SAE, faisant apparaître une valeur supérieure : 100 ch DIN = 112 ch SAE). Toutes les valeurs de puissance moteur sont données en chevaux SAE.

## Histoire

### Contexte historique
En 1967, Berliet, constructeur de poids lourds établi dans la région lyonnaise est repris par Citroën, lui même détenu par Michelin depuis 1935. Citroën pensait, un peu naïvement, que cela lui permettrait d'étendre ses activités dans le domaine des véhicules utilitaires, domaine où la marque fut très présente dans un lointain passé. Les modèles légers Berliet sont alors aussi commercialisés sous la marque Citroën, sans grand succès. Cependant, financièrement, Citroën ne réussit toujours pas à survivre, malgré les importantes aides financières récurrentes du gouvernement français. Michelin va trouver le candidat idéal à sa reprise, le groupe italien Fiat qui, pour obtenir l'accord du gouvernement français, va accepter de vendre sa filiale Simca à Chrysler. La société financière PARDEVI va servir de lien de transition avant le changement total de propriétaire mais, au tout dernier moment, le gouvernement va opposer son veto. En 1975, il va obliger Renault à absorber Berliet et financer la reprise de Citroën par Peugeot. Les relations entre Renault et Peugeot s'en sont trouvées fortement détériorées alors que les deux constructeurs travaillaient à un rapprochement pour faire face à la concurrence étrangère.

## Berliet série GR/TR (1970-80)
En 1970, au Salon de l’Automobile de Paris, Berliet présente son tout nouveau camion "maxi-code" pour longues distances, le TR 300 équipé du moteur V8 et sa toute nouvelle cabine avancée basculante dénommée KB2400. Ce nouveau tracteur routier est promis à un bel avenir avec enfin, chez Berliet, une cabine qui va pouvoir remplacer l'ancienne et obsolète cabine « Relaxe » fixe, datant de 1957. La cabine KB2400 est moderne, basculante, d'où la lettre B et d'une largeur de 2 400 millimètres d'où le chiffre.
L'accueil est chaleureux et les commandes affluent. Malheureusement, les propriétaires vont devoir faire face aux nombreuses pannes qui vont sérieusement ternir l’image de ce modèle. 
Fort heureusement, le constructeur va réagir assez rapidement et commercialise dès 1973, de nouvelles versions plus fiables mais la clientèle échaudée reste très mitigée. 
En 1973, Berliet présente plusieurs nouveaux modèles, notamment la série K/KB, mais s'attache surtout à redorer son image avec le TR 305, remplaçant du TR 300 qui n'a connu que des déboires et mit en évidence une fiabilité très insuffisante. Une kyrielle de versions allant du GR 205 au TR 305 est présentée. Le futur code européen sur les poids, dimensions et puissances qui visait à une uniformisation, est toujours bloqué par la France. Tous les pays ont opté pour une charge à l'essieu de 10 tonnes et un PTRA de 40/44 tonnes mais Paris s'entête à vouloir conserver, à la demande exclusive de Berliet, 13 tonnes à l'essieu et 35 tonnes de PTRA. Sous la pression de l'Europe et des transporteurs, un décret du gouvernement avec effet au 1e janvier 1973, relève le PTRA de 35 sur 4 essieux à 38 tonnes sur 5 essieux, mais augmente fortement la taxe à l'essieu sur ces véhicules. Les constructeurs sont obligés de homologuer à nouveau leurs véhicules. Cette mesure n'aura pas l'effet escompté car les transporteurs attentifs n'y ont vu quasiment aucun avantage sur la charge utile. En effet, le poids à vide se trouvait augmenté du poids du 5e essieu. Le gain était relativement faible. Berliet va conserver pendant un certain temps ses modèles lourds avec des versions détarées.
L'année 1974 sera, malheureusement, l'année du cataclysme avec les conséquences désastreuses du premier choc pétrolier. Michelin, propriétaire de Berliet et de Citroën, ne veut plus financer à perte ces deux constructeurs déficitaires et, en 1969, s'est engagé à les céder au géant italien Fiat à travers la holding PAR.DEV.I. En 1974, le gouvernement français oppose un veto de dernière minute pour empêcher Fiat de racheter ces constructeurs à Michelin qui ne peut éviter la faillite du constructeur automobile qui sera cédé à Peugeot l'année suivante tandis que Berliet sera géré par SAVIEM, filiale de Renault qui fusionnera l'ensemble dans Renault Véhicules Industriels - R.V.I. en 1978.
C’est ainsi qu’en 1977, deux ans après avoir été repris par Renault, Berliet présente le TR.305. Animé par un six cylindres, le TR.305 reprend la cabine KB2400 du TR.300 qui va très légèrement évoluer. La calandre est élargie et les phares sont déplacés dans le pare chocs. En parallèle, SAVIEM, présente le PX.30, le frère jumeau du TR.305.
Peu avant la fusion de SAVIEM et de Berliet, la série GR/TR a été commercialisée pendant une courte période sous les deux marques, l'unique différence étant le nom. La version SAVIEM s'appelait série PX et portait les logos SAVIEM et Renault à droite de la calandre. Les Berliet GR/TR.280 s'appelaient PX.28 chez SAVIEM, la version intercooler GR/TR.305 devient SAVIEM PX.30 et le moteur Berliet V8 était référencé SAVIEM PX.40. 

## La gamme Berliet GR/TR
Après les graves problèmes de fiabilité rencontrés par le TR.300, Berliet a voulu corriger le tir et a développé la gamme GR (porteurs) et TR (tracteurs) comprenant une kyrielle de modèles :

### GR & TR 205/260/280/320 4x2 (1973-76)
Dans les années 1970, en France, le marché des maxi-code n'est pas encore orienté vers les fortes puissances comme en Italie où le relief impose des puissances importantes. Beaucoup de transporteurs se contentent de moteurs de moins de 200 chevaux comme sur le Berliet GR 200 avec la cabine Relaxe. SAVIEM ne fait pas mieux avec ses SM.170 ou 200, seul UNIC (filiale de Fiat V.I.) propose deux versions, l'Unic-Fiat P/T 270A de 270 ch et l'Unic-Fiat P/T 340 de 340 ch SAE. Un peu moins de 1.000 exemplaires seront produits, dont environ 750 GR.205, 205A et 205B jusqu'en 1976. 
Tous les modèles 205-260-280-320 sont construits sur le même châssis à longerons, le même pont arrière P1332 à double réduction par couple conique et réducteurs dans les moyeux, la même boîte de vitesses BDSL6 à 6 rapports, le même embrayage 15 LVG 70 monodisque à sec, les mêmes empattements, etc. seuls les moteurs étaient différents et adaptés au PTAC du véhicule :
- GR 205 : moteur Berliet M 620 T - 6 cylindres 9 500 cm3, 195 ch SAE à 2 200 tr/min,
- GR 260 : moteur Berliet M 635 T - 6 cylindres 12 024 cm3, 250 ch SAE à 2 200 tr/min,
- GR 280 : moteur Berliet MS 635 T - 6 cylindres turbo 12 024 cm3, 260 ch SAE à 1 800 tr/min,
- GR 320 : moteur Berliet V 835 - 8 cylindres en V 14 886 cm3, 310 ch SAE à 2 300 tr/min.

### GR & TR 205/260/280/320 6x2 (1973-75)
Après l'arrêt de la fabrication des anciens GPR.12 & GPR.250 qui n'ont été produits qu'à 117 exemplaires, Berliet ne dispose plus d'aucun modèle 6x2 porteur. Ce type de véhicule est quasiment tombé en désuétude en France car il comporte deux essieux jumelés à l'arrière, l'un moteur et l'autre libre, fixe ou relevable et non pas comme en Italie, Espagne ou Allemagne, un essieu simple autodirecteur relevable, moins lourd et peu consommateur de pneumatiques. Un porteur 6x2 français était homologué à 26 tonnes, comme un 6x4 tandis qu'il était limité à 24 tonnes en Italie et Espagne et 20 tonnes en Allemagne mais disposaient d'une charge utile supérieure.
Pour répondre à une demande même très restreinte, Berliet a voulu proposer un modèle de ce type pour que ses clients potentiels ne soient pas tentés de se tourner vers les concurrents étrangers. Il va donc imaginer un savant mélange avec le châssis du GR.280 doté d'un porte à faux arrière allongé, le moteur MS 620T de 195 ch SAE et un essieu jumelé York fixe. En fait, c'est quasiment toute la gamme qui va disposer de cette configuration 6x2 à partir de l'été 1973.
La transformation de 4x2 en 6x2 était réalisée par des entreprises extérieures agrées et devaient repasser aux Mines pour homologation. Ce n'est qu'en 1975 que Berliet fera réceptionner aux services des Mines une version usine 6x2, après avoir présenté la version 6x4 en 1974.

### Berliet GR & TR 205 A/260 A/280 A/320 A
Cette série spéciale "A" de camions a été conçue à la suite de la modification des dispositions fiscales introduites par le gouvernement français, en janvier 1973, qui ont donné un avantage aux camions maxi-code qui ne saturent pas leur PTAC légal de 19 tonnes pour un 4x2, comme c'est souvent le cas pour les camions de messageries. Le seuil fixé par le texte limitait le PTAC à 17,5 tonnes. Les constructeurs français vont alors faire réceptionner en urgence leurs camions lourds détarés pour que les transporteurs dans ce cas, ne soient pas surtaxés. Les véhicules sont parfaitement identique aux modèles correspondants. 

### Berliet TR 300

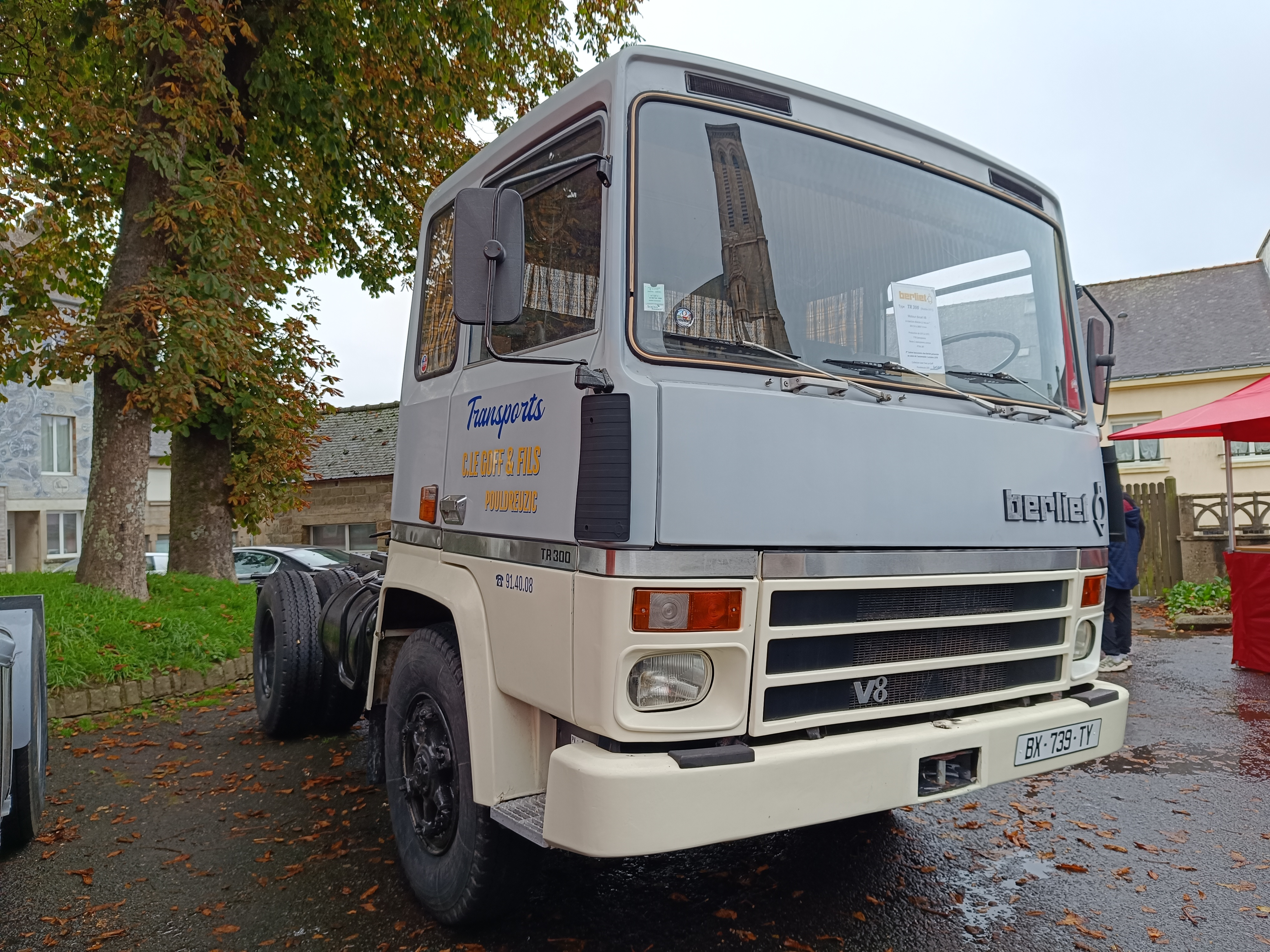
Un Berliet TR 300.

Lancé en octobre 1970, ce tracteur maxi-code 35 tonnes a connu énormément de déboires mécaniques. Il n'est resté au catalogue que deux années, vite remplacé par le TR 305. Équipé du moteur V8 Berliet V 825 de 12,8 litres de cylindrée développant 300 ch SAE dont la fiabilité n'était pas son point fort, comme le reste du véhicule.

### Berliet TR 305
Deux ans seulement après le lancement du TR.300, avec l'impérieuse nécessité de corriger le tir, Berliet présente le TR 305. Animé par un six cylindres, le TR 305 reprend la cabine KB2400 du TR.300 avec une très légère évolution. La calandre est élargie et les phares sont déplacés dans le pare chocs. En parallèle, SAVIEM, présente le PX.30, le frère jumeau du TR 305.

### Berliet TR 280 D
À part dans les pays du Maghreb (Algérie et Maroc), Berliet n'a exporté que très peu de camions si l'on excepte les contrats politiques ponctuels comme la livraison à la Chine de 11.250 camions de 1959 à 1974, en Bulgarie (une centaine de TR 250) ou de l'Iran (quelques TR 260). Pénalisé par la charge de 13 tonnes à l'essieu et la limite du PTRA à 35/38 tonnes, les camions Berliet ne pouvaient concurrencer les camions conçus pour une charge de 10 tonnes à l'essieu et un PTRA de 44 tonnes sur 6 essieux. Berliet veut proposer un tracteur compétitif destiné à l'exportation et lance le TR 280 D. Avec ce modèle, présenté en 1974, Berliet voulait disposer, enfin, d'un véhicule exportable, conçu pour une charge à l'essieu de 10 tonnes. Quelques exemplaires vont être exportés aux Pays-Bas et en Belgique. La Suisse demeure un marché fermé avec sa législation imposant une largeur maximale de 2,30 mètres, quant à l'Italie et la Grande Bretagne, la conduite est à droite. Berliet présente alors une version adaptée mais aucun n'y sera vendu, d'autant que la puissance de la version italienne, homologuée à 211 ch DIN, limitait son PTRA à 26 tonnes !, l'Italie imposant 8 ch à la tonne. À peine 300 exemplaires ont été produits.

### Berliet TRH 250 / 320
Au début des années 1970, la Communauté Européenne est prête à sanctionner la France qui refuse depuis trop longtemps l'uniformisation des poids et mesures des transports routiers. Tous les pays d'Europe veulent passer la charge à l'essieu à 12 tonnes avec :
- PTAC de 18 tonnes pour un porteur 4x2 ou 4x4,
- PTAC de 24 tonnes pour un porteur 6x2 en configuration deux essieux simples et un essieu moteur monté en jumelé ou deux essieux jumelés et un simple,
- PTAC de 26 tonnes pour un porteur 6x4 ou 6x6,
- PTAC de 30 tonnes pour un 8x4, 8x6 ou 8x8,
- PTRA de 40 tonnes sur 5 essieux, semi-remorque ou train routier.

Face à cette menace, la France porte, le 1er janvier 1973, le PTRA de 35 à 38 tonnes mais augmente fortement la taxe sur les véhicules maxi-codes lourds, obligeant les constructeurs à faire homologuer des versions détarées. Le passage à 40 tonnes sur 5 essieux attendra 1986 et l'adoption de la norme européenne avec le passage à 44 tonnes sur 6 essieux deviendra effective en 2012. 

## La fin de Berliet et la renaissance de Renault
En 1980, les marques Berliet et Saviem disparaissent au profit de Renault. Après de nombreuses années d’absence du marché laissé à Saviem, la marque Renault revient ainsi sur le devant de la scène avec un nouveau tracteur, le R.310. Proche cousin du Berliet TR 305, il en reprend l’ensemble de la mécanique. La cabine évolue à nouveau avec l’arrivée de feux de gabarit et l’apparition de prises d’air et change de dénomination en KB.2480. L’intérieur reprend celui du SAVIEM PS30. Le R.310 est animé par un six cylindres de 306 ch, il est commercialisé aux côtés du R.360 équipé du V8 porté à 356 ch.